# Ophiorrhiza extenuata
Ophiorrhiza extenuata är en måreväxtart som beskrevs av Spencer Le Marchant Moore. Ophiorrhiza extenuata ingår i släktet Ophiorrhiza och familjen måreväxter.
Artens utbredningsområde är Sumatera. Inga underarter finns listade i Catalogue of Life.